# Zasadne
Zasadne – wieś w Polsce, położona w województwie małopolskim, w powiecie limanowskim, w gminie Kamienica. Miejscowość zamieszkana przez Białych Górali.
| części wsi | Brzegi, Farony, Gorcowiaki, Jurkowiaki, Knapy, Kurzejówka, Motawy, Palacze, Postrzelne, Rydze, Syjudy, Zapole, Zasadniaki, Zbożnie |

W latach 1975–1998 miejscowość administracyjnie należała do województwa nowosądeckiego. Graniczy z Gorczańskim Parkiem Narodowym.
W miejscowości rozwija się agroturystyka. W Zasadnem usytuowana jest Szkoła Podstawowa im. Marii Konopnickiej, Dom Kultury z siedzibą OSP, kościół oraz kilka sklepów. Miejscowa ludność zwana Białymi Góralami. Największy rozkwit Zasadne miało w latach 90. XX w., kiedy było licznie odwiedzane przez młodzież.
Zasadne położone jest w Gorcach w dolinie Zasadnego Potoku. Zabudowania i pola miejscowości zajmują wąskie dno doliny oraz strome zbocza dwóch grzbietów górskich opadających z Gorców do doliny Kamienicy. Położone są na wysokości od 500–880 m n.p.m., centrum wsi ok. 570 m n.p.m. Zasadne graniczy z Kamienicą, Ochotnicą Dolną, Ochotnicą Górną, Łopuszną, Porębą Wielką, Koniną, Lubomierzem oraz Szczawą. Obecnie liczba ludności wynosi ok. 700. W granicach wsi  znajduje się również Papieżówka, położona na terenie Gorczańskiego Parku Narodowego.
W Zasadnem urodził się Sługa Boży ks. Józef Kurzeja.